# Janisław (arcybiskup)
Janisław herbu Korab (ur. ?, zm. 4 grudnia 1341) – arcybiskup gnieźnieński.

## Życiorys
Arcybiskupem gnieźnieńskim został w 1317 podczas pobytu w Awinionie w miejsce zmarłego tam swego poprzednika Borzysława. Nominację otrzymał od nowego papieża Jana XXII. Przywiózł do Polski warunki, na jakich papież zgodził się na koronację Władysława Łokietka.
20 stycznia 1320 w katedrze wawelskiej koronował Władysława I Łokietka na króla Polski. W koronacji tej po raz pierwszy użyto Szczerbca – miecza koronacyjnego królów Polski. W 1326 zwołał synod prowincjonalny w Uniejowie w celu zdyscyplinowania kleru i uporządkowania spraw Kościoła. 25 kwietnia 1333 w katedrze wawelskiej koronował Kazimierza III Wielkiego na króla Polski. Był świadkiem w polsko-krzyżackim procesie warszawskim 1339 roku.

## Konotacje w kulturze
Postać biskupa Janisława pojawiła się w 2018 w serialu telewizyjnym Korona królów w reżyserii Wojciecha Pacyny i Jacka Sołtysiaka. Z nieznanych przyczyn Polski Słownik Biograficzny nie zawiera jego biogramu.

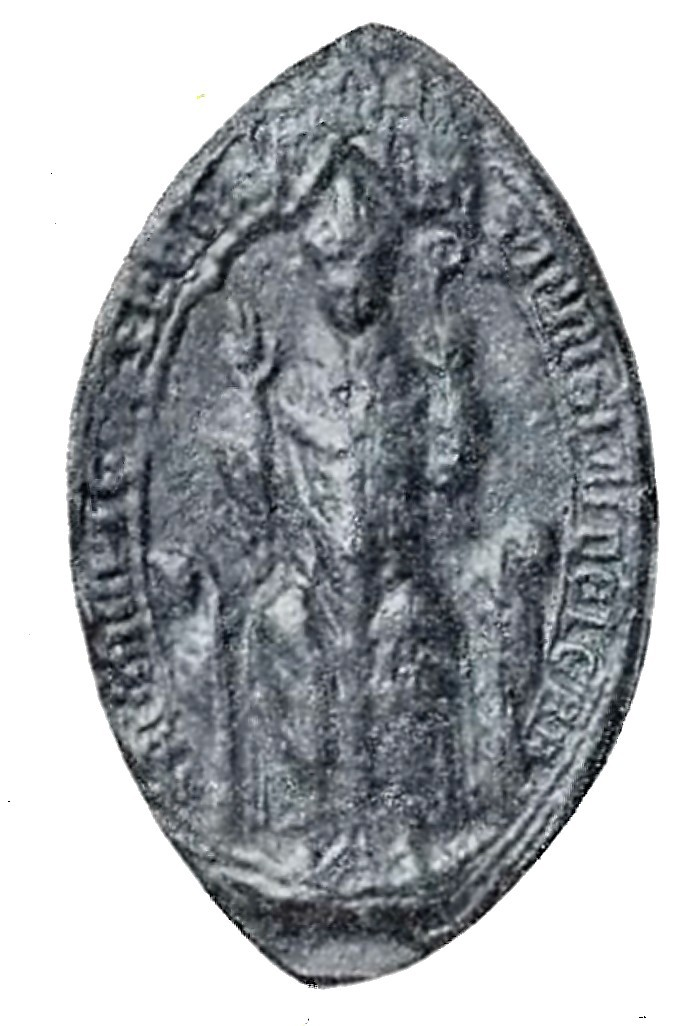
Pieczęć arcybiskupa Janisława